# Projecte Cumulus
El Projecte Cumulus va ser una iniciativa dels anys 50 del Govern del Regne Unit per investigar la manipulació del clima, en particular a través d'experiments de sembra de núvols. Es coneixia internament, fent broma, com a Operation Witch Doctor (Operació Doctor Brúixa), el projecte va estar operatiu entre 1949 i 1952.

## Motivació
L'exèrcit estava interessat en controlar el temps per diverses raons, com es va detallar en l'acta d'una reunió del Ministeri de l'Aire que es va celebrar el 3 de novembre de 1953. Entre elles:
- "Aturar el moviment de l'enemic".
- "Incrementar el flux d'aigua en rius i corrents per obstaculitzar o aturar el creuament de l'enemic".
- "Fer desaparèixer la boira d'aeròdroms".

## Desastre de Lynmouth
El 16 d'agost de 1952 una inundació severa es va produir a la ciutat de Lynmouth, al nord de Devon. Nou polzades (229 mil·límetres) de pluja van caure en vint-i-quatre hores: "Noranta milions de tones d'aigua van ser escombrades avall l'estreta vall cap a Lynmouth" i el riu Est Lyn va augmentar ràpidament i es va desbordar. Trenta-cinc persones van morir i molts edificis i ponts es van averiar seriosament. Segons la BBC, "Nord Devon va experimentar 250 vegades la pluviositat d'agost normal el 1952."
Una teoria de conspiració ha circulat i diu que la inundació va ser causada per experiments de sembra de núvols duts a terme per la Força Aèria Reial. Tanmateix, tenint en compte que els experiments no van ser secrets, que els experiments de sembra de núvols eren a escala de núvols individuals, i que la totalitat del sud-oest de les Illes Britàniques va ser afectada per la pluja extrema en aquella època, la teoria ha estat rebutjada com "preposterous" (absurda) per l'escriptor meteorològic Philip Eden.